# Prudký potok (přítok Krupé)

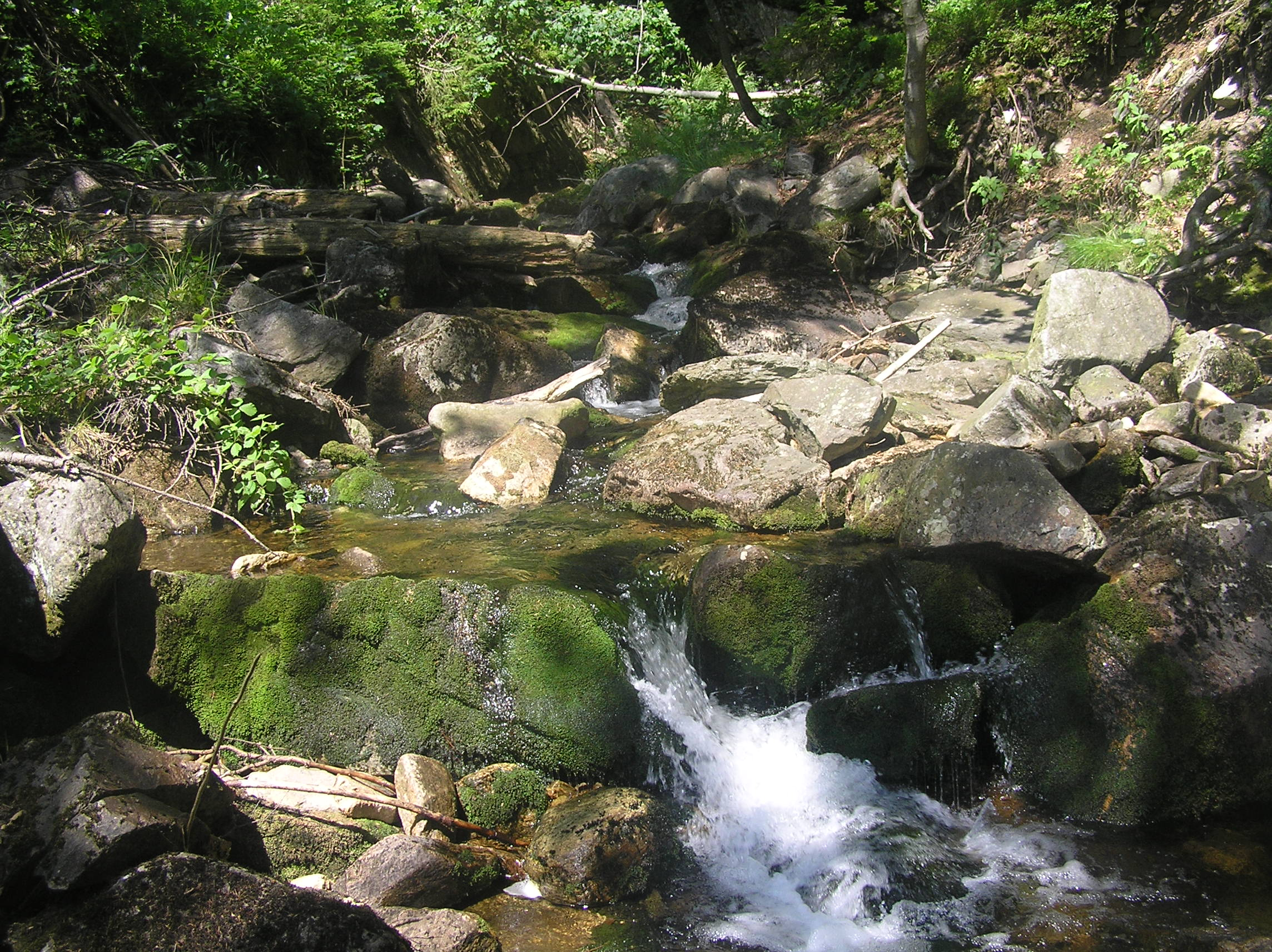
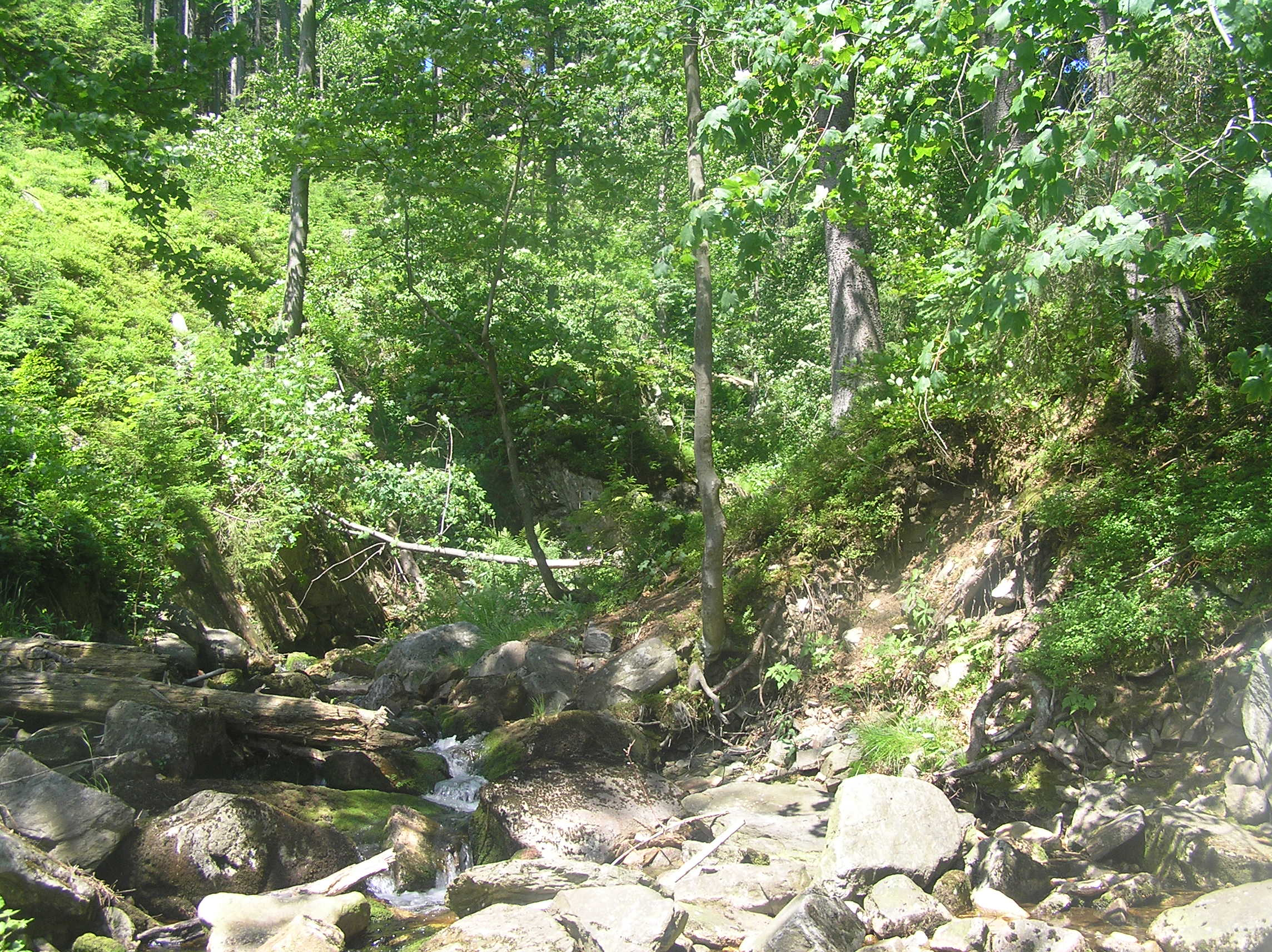
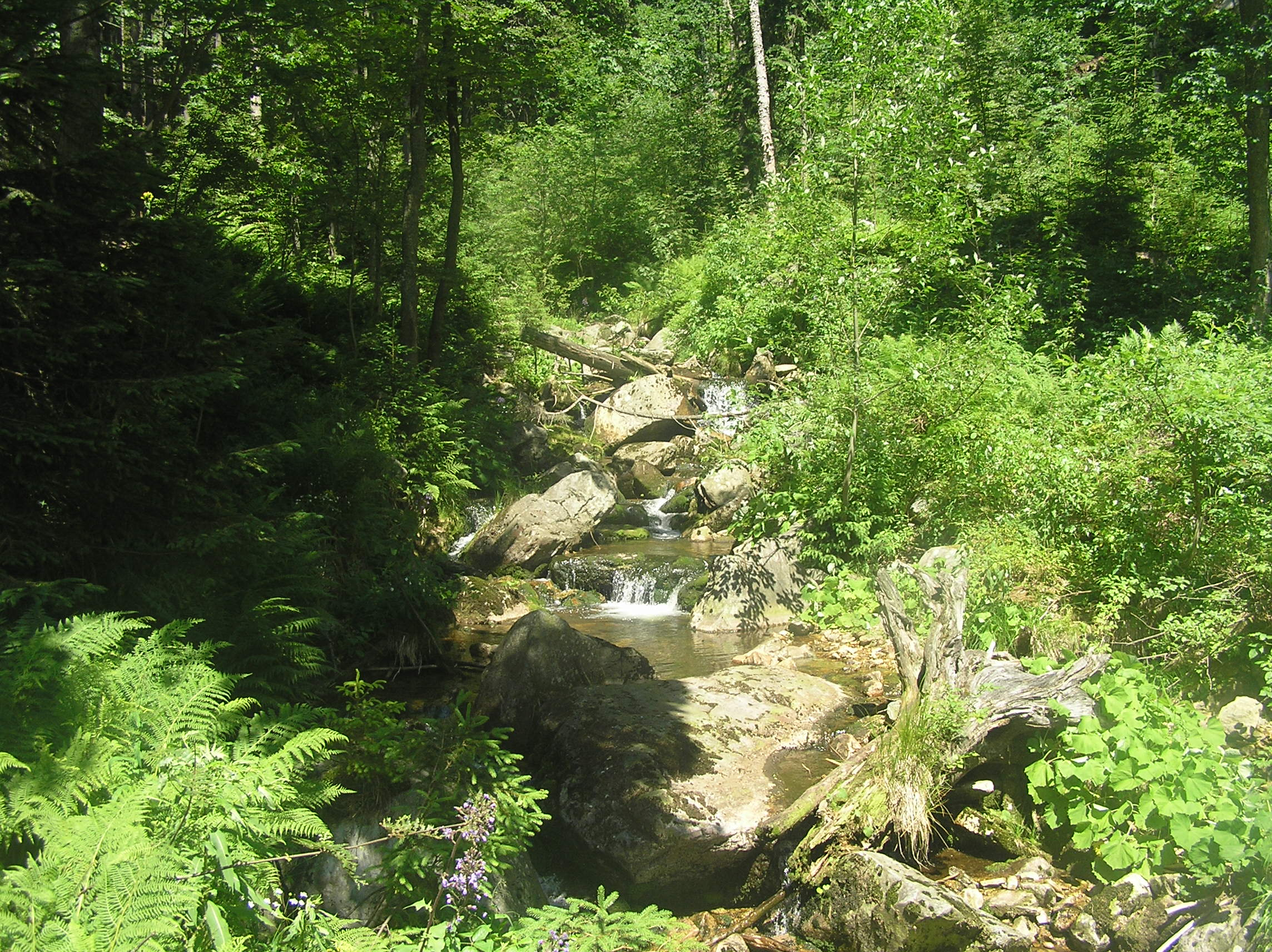
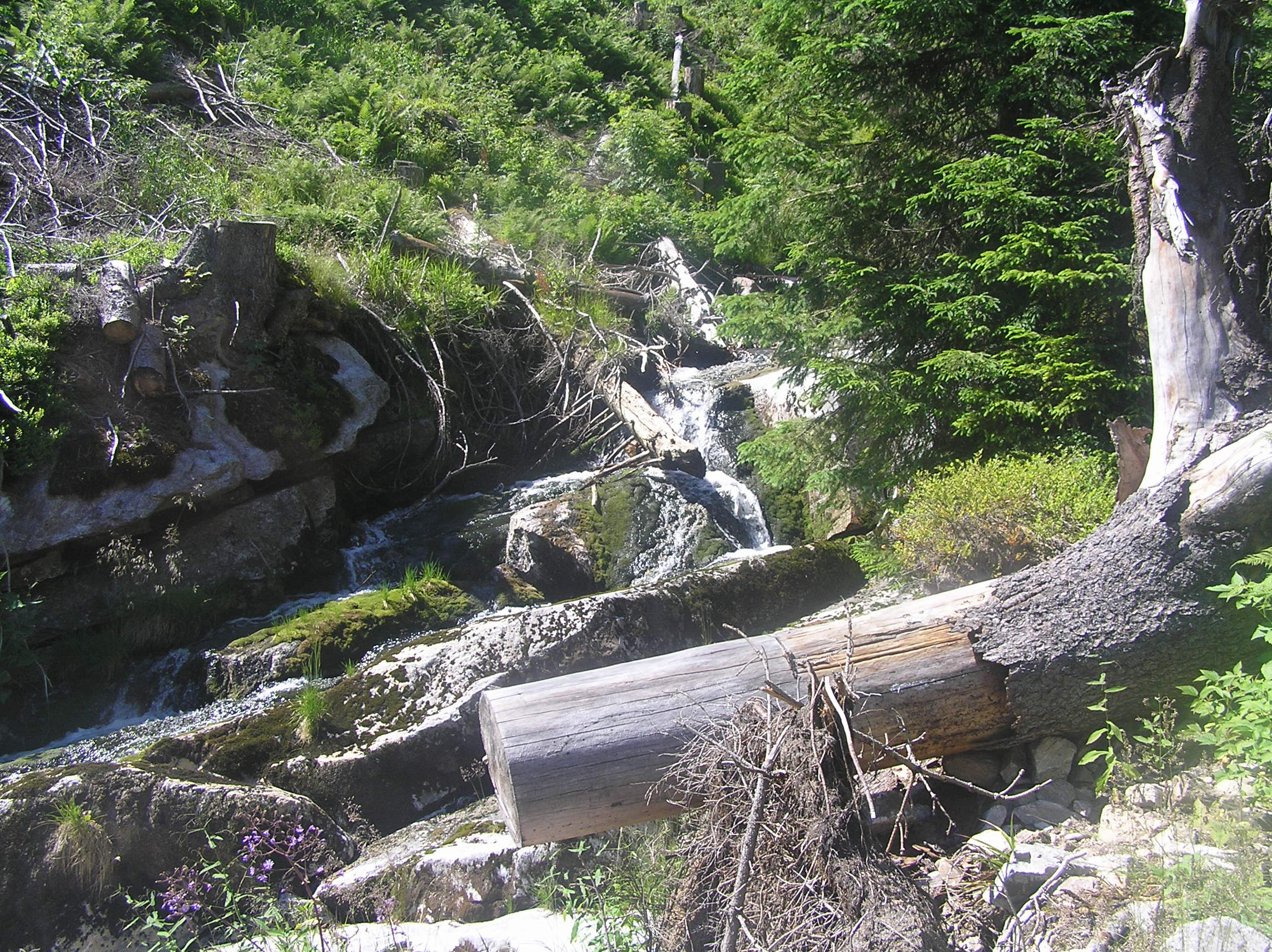

Prudký potok (německy Schnellbach) pramení v údolí mezi horami Podbělka, Sušina a Tetřeví hora v pohoří Králický Sněžník ve výšce asi 1240 m n. m. Záhy přibírá několik dalších zdrojnic a teče strmým údolím k jihovýchodu až k jihu. Pro Prudký potok jsou typické četné přírodní kaskády a menší vodopády. Po asi 4,5 km toku opouští masív pohoří a dostává se do podhůří. Protéká údolím, které je často zalesněné, dostává se k severovýchodnímu konci vsi Vysoké Žibřidovice a nakonec se zprava vlévá do říčky Krupá (což je přítok Moravy) ve výšce asi 470 m. Délka toku činí 9,1 km. Plocha povodí má rozlohu 11,0 km².